# 城巴90線
城巴90線是香港一條來往鴨脷洲邨和中環（交易廣場）的巴士路線，是鴨脷洲邨及鴨脷洲大街居民來往中環上班及給灣仔和中環下班的市民的路線。

## 歷史

### 簡介
鴨脷洲是離香港島中心較偏遠的地方，因此對往中環的交通有一定的需求。1980年6月20日中巴開辦90M，是90的前身；當時香港仔隧道仍未開通，因此90M線需取道跑馬地黃泥涌道、藍塘道、黃泥涌峽道及南風道。1982年3月15日，香港仔隧道通車，90M線便改經該隧道往返南區及灣仔、中環之間。1987年4月13日，中環交易廣場巴士總站啟用，90M線便遷往該處，並更改編號為90。現時，鴨脷洲往市區的路線愈來愈多，而且590線（由新巴營運）則經常以特快作招徠（經堅拿道天橋及告士打道），搶去本線不少乘客。

### 年表
- 1980年6月20日：中巴90M線（鴨脷洲邨↔金鐘地鐵站（西））開始營運, 來回經跑馬地。
- 1982年3月15日：每天06:15至22:15來回班次改經香港仔隧道，不入跑馬地, 收費$1.4。
- 1982年11月16日：改為鴨脷洲邨↔中環地鐵站，並不途經黃竹坑邨。
- 1987年4月13日：因中環交易廣場巴士總站啟用，而改為鴨脷洲邨↔中環（交易廣場），而因總站不以地鐵站出口為總站，所以編號從90M改為90。
- 1993年9月1日：由城巴投得中巴其中26條路線，90為其中一條，與另外25條路線稱為Network 26 新里程。
- 2014年1月25日：所有班次不再途經海洋公園站。[1]
- 2017年5月15日：往中環方向於抵達黃竹坑道後後改經黃竹坑道天橋，並調整班次[2]。
- 2017年6月26日：往中環方向改經黃竹坑道後，不再途經黃竹坑道天橋[3]。
- 2018年3月26日：增設實時抵站時間查詢服務。
- 2024年10月13日：逢星期一至五10:00後，及星期六、日及公眾假期全日繞經利東邨，以配合97線縮減服務時間，同時中環開出之尾班車時間延遲五分鐘至00:30開出[4]。

## 服務時間及班次
| 鴨脷洲邨開           | 鴨脷洲邨開   | 鴨脷洲邨開   | 中環（交易廣場）開 | 中環（交易廣場）開 | 中環（交易廣場）開 |
| 日期                 | 服務時間     | 班次（分鐘） | 日期               | 服務時間           | 班次（分鐘）       |
| -------------------- | ------------ | ------------ | ------------------ | ------------------ | ------------------ |
| 星期一至五           | 05:20-07:00  | 20           | 星期一至五         | 05:55-09:40        | 25                 |
| 星期一至五           | 07:00-08:30  | 15           | 星期一至五         | 10:05-15:45        | 20                 |
| 星期一至五           | 08:30-09:45  | 25           | 星期一至五         | 15:45-16:30        | 15                 |
| 星期一至五           | 10:10-22:50  | 20           | 星期一至五         | 16:44              | 16:44              |
| 星期一至五           | 22:50-00:05  | 25           | 星期一至五         | 16:58-19:10        | 12                 |
|                      |              |              | 星期一至五         | 19:10-19:55        | 15                 |
| 19:55-23:15          | 20           |              | 星期一至五         |                    |                    |
| 23:15-00:30          | 25           |              | 星期一至五         |                    |                    |
| 星期六、日及公眾假期 | 05:20-23:40  | 20           | 星期六             | 05:55-14:35        | 20                 |
| 星期六、日及公眾假期 | 00:05        | 00:05        | 星期六             | 14:35-17:15        | 15                 |
|                      |              |              | 星期六             | 17:50-00:30        | 20                 |
| 星期日及公眾假期     | 05:55-15:55  | 20           |                    |                    |                    |
| 星期日及公眾假期     | 15:55-16:55  | 15           |                    |                    |                    |
| 星期日及公眾假期     | 16:55-23:35  | 20           |                    |                    |                    |
| 星期日及公眾假期     | 00:00、00:30 |              |                    |                    |                    |

- 藍字班次不經利東邨。

## 收費
全程：$6.1
- 過香港仔隧道後往中環（交易廣場）：$4.4
- 過香港仔隧道後往鴨脷洲邨：$3.9

| - 本線設有12歲以下小童及65歲或以上長者半價優惠。 - 65歲或以上香港居民使用「樂悠咭」，以及12歲以下合資格殘疾兒童使用「殘疾人士身份」個人八達通繳付車資，均可享有每程$2.0或半價（以較低者為準）的票價優惠；12至64歲合資格殘疾人士使用「殘疾人士身份」個人八達通（包括「樂悠咭」），以及60至64歲香港居民使用「樂悠咭」繳付車資，均可享有每程$2.0或全費（以較低者為準）的票價優惠。 - 65歲或以上長者如使用長者或一般個人八達通繳付車資，則只可享有半價優惠；12至64歲合資格殘疾人士如不使用「殘疾人士身份」個人八達通，以及60至64歲人士如不使用「樂悠咭」繳付車資，必須繳付全費。 - 乘客可以現金或八達通於上車時付款，不設找續。 - 每位成人乘客可免費攜帶最多兩名4歲以下而不佔座位的兒童乘客乘車，超額之4歲以下小童必須繳付小童車費乘車。 - 九龍巴士、城巴及龍運巴士全職員工及家屬（不包括外判職員）可免費乘搭本路線，惟必須拍職員或職員家屬八達通。 - 乘客亦可使用AlipayHK「易乘碼」、支付寶、WeChatHK／微信支付「搭車碼」、銀聯雲閃付「乘車碼」及BOC Pay「乘車碼」、具有感應式支付功能的VISA、Mastercard及銀聯卡，以及Apple Pay、Google Pay及Samsung Pay流動支付平台繳付車資。使用此支付方式的乘客可享有中途下車之分段收費，以及與其他城巴獨營路線或聯營線城巴班次之轉乘優惠，惟不適用於與非城巴路線之轉乘優惠。乘客亦不能享有「公共交通費用補貼計劃」及「長者及合資格殘疾人士公共交通票價優惠計劃」。 |

### 八達通轉乘優惠
乘客登上本線後指定時間內以同一張八達通卡轉乘以下路線，或從以下路線登車後指定時間內以同一張八達通卡轉乘本線，次程可獲車資折扣優惠：
90←→48、78
- 90往鴨脷洲邨 → 78往華貴邨，次程可獲$2.9折扣優惠，轉乘時限為90分鐘
- 78往黃竹坑 → 90往中環，次程可獲$2.9折扣優惠，轉乘時限為60分鐘
- 90往中環 → 48往深灣或78往黃竹坑，次程車資全免，轉乘時限為60分鐘
- 48往華富或78往華貴邨 → 90往鴨脷洲邨，次程車資全免，轉乘時限為60分鐘

90←→A11
- 90往中環 → A11往機場，回贈首程車資，轉乘時限為90分鐘
- A11往北角碼頭 → 90往鴨脷洲邨，次程車資全免，轉乘時限為120分鐘

## 行車路線
鴨脷洲邨開經：鴨脷洲橋道（鴨脷洲徑、利東邨道、鴨脷洲徑）、黃竹坑道、香港仔隧道、黃泥涌道、摩理臣山道、天樂里、軒尼詩道、金鐘道、皇后大道中、畢打街、康樂廣場及港景街。
中環（交易廣場）開經：干諾道中、夏愨道、紅棉路支路、金鐘道、添馬街、德立街、金鐘（東）巴士總站、樂禮街、金鐘道、軒尼詩道、分域街、莊士敦道、灣仔道、摩理臣山道、黃泥涌道、香港仔隧道、黃竹坑道（鴨脷洲橋道、鴨脷洲徑、利東邨道、鴨脷洲徑）及鴨脷洲橋道。
逢跑馬地賽馬賽事結束前一小時至結束後一小時期間，本線駛經摩利臣山道後，將改經堅拿道西、堅拿道天橋、維園道、天橋、告士打道、堅拿道天橋返回香港仔隧道原有路線
- 逢星期一至五（公眾假期除外）上午10:00前開出之班次，不經括號內之路段。

### 沿線車站
| 鴨脷洲邨開 | 鴨脷洲邨開           | 鴨脷洲邨開               | 中環（交易廣場）開 | 中環（交易廣場）開   | 中環（交易廣場）開       |
| 序號       | 車站名稱             | 位置                     | 序號               | 車站名稱             | 位置                     |
| ---------- | -------------------- | ------------------------ | ------------------ | -------------------- | ------------------------ |
| 1          | 鴨脷洲邨             | 鴨脷洲邨巴士總站         | 1                  | 中環（交易廣場）     | 中環（交易廣場）巴士總站 |
| 2          | 利枝道               | 鴨脷洲橋道               | 2                  | 大會堂               |                          |
| 3          | 鴨脷洲徑             | 鴨脷洲橋道               | 3                  | 金鐘站               | 金鐘（東）巴士總站       |
| 4*         | 利東邨               | 利東邨道                 | 4                  | 軍器廠街             | 軒尼詩道                 |
| 5*         | 利東街市             | 利東邨道                 | 5                  | 修頓球場             | 莊士敦道                 |
| 6*         | 漁安苑               | 利東邨道                 | 6                  | 巴路士街             | 灣仔道                   |
| 7          | 甄沾記大廈           | 黃竹坑道                 | 7                  | 天樂里               | 灣仔道                   |
| 8          | 黃竹坑遊樂場         | 黃竹坑道                 | 8                  | 跑馬地馬場           | 黃泥涌道                 |
| 9          | 香港仔隧道巴士轉乘站 | 黃竹坑道                 | 9                  | 香港仔隧道巴士轉乘站 | 黃竹坑道                 |
| 10         | 立德里               | 摩理臣山道               | 10                 | 黃竹坑遊樂場         | 黃竹坑道                 |
| 11         | 北海中心             | 軒尼詩道                 | 11                 | 業興街               | 黃竹坑道                 |
| 12         | 軒尼詩道官立小學     | 軒尼詩道                 | 12                 | 勝利工廠大廈         | 黃竹坑道                 |
| 13         | 修頓球場             | 軒尼詩道                 | 13*                | 香港真光書院         | 利東邨道                 |
| 14         | 晏頓街               | 軒尼詩道                 | 14*                | 利東邨東興樓         | 利東邨道                 |
| 15         | 太古廣場             | 金鐘道                   | 15*                | 利東街市             | 利東邨道                 |
| 16         | 中銀大廈             | 金鐘道                   | 16                 | 鴨脷洲徑             | 鴨脷洲橋道               |
| 17         | 畢打街               | 畢打街                   | 17                 | 利枝道               | 鴨脷洲橋道               |
| 18         | 中環（交易廣場）     | 中環（交易廣場）巴士總站 | 18                 | 鴨脷洲邨             | 鴨脷洲邨巴士總站         |

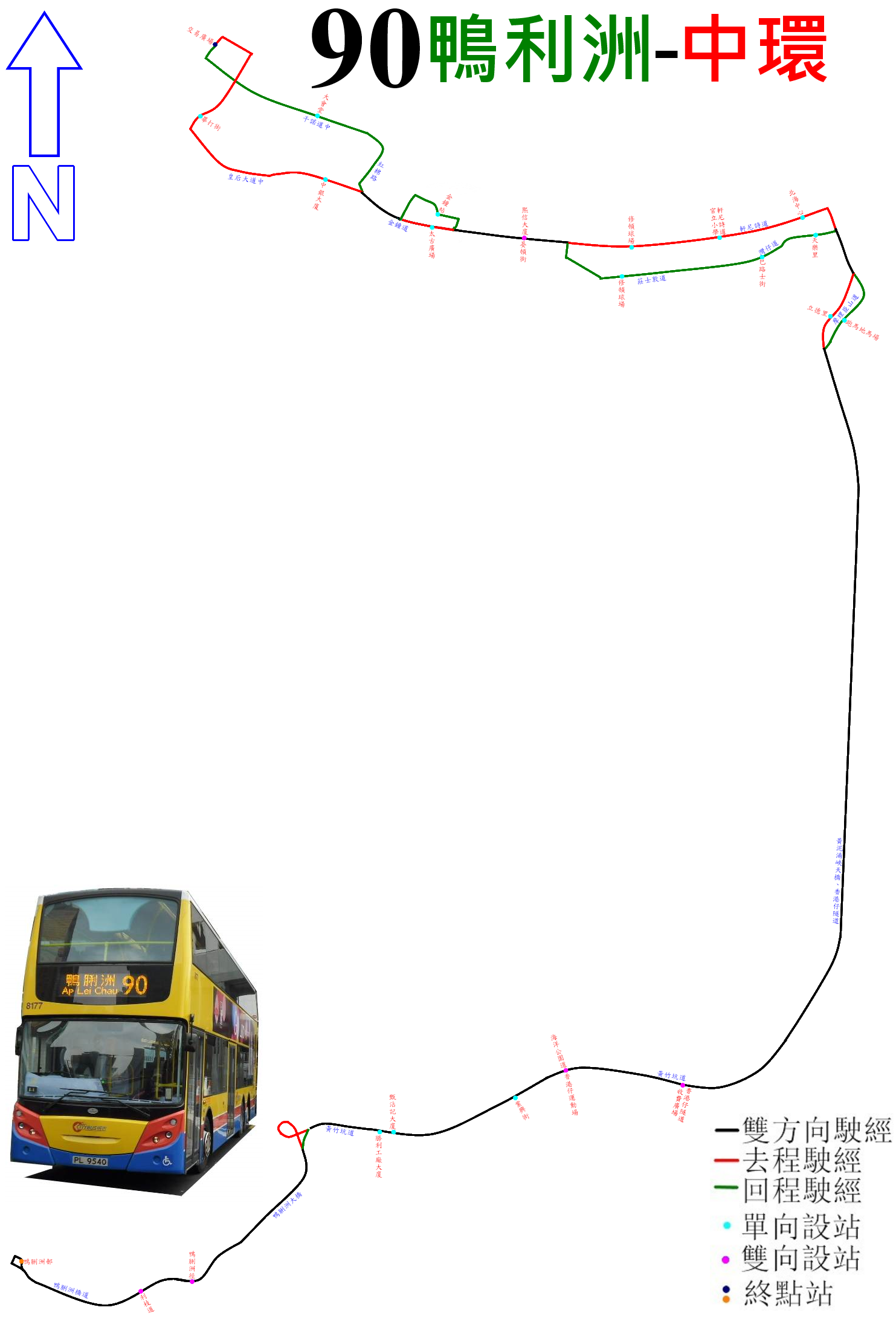
本線的走線圖

- 逢星期一至五（公眾假期除外）上午10:00前開出之班次，不經有 * 號之車站。

## 現況
此路線雖不深入海怡半島，但本身深入該屋苑往返中區的城巴90B線收費較貴（取道較迂迴的薄扶林道，亦不能前往灣仔內街），因此不少該屋苑居民選擇步行至對面鴨脷洲邨乘搭此路線，由此成為鴨脷洲往返灣仔及中環的主要路線。
港鐵南港島綫於2016年12月28日正式通車，利用鐵路往返海怡半島至金鐘及中環、灣仔僅12-18分鐘，較此線快捷，但金鐘站作為多條鐵路線轉乘站，加上港島綫爆滿情況相當嚴重，令轉乘相當困難，因此現時非繁忙時間主要由灣仔內街的客源支撐，客量僅屬一般；但此路線收費較港鐵為低，亦能省卻鐵路轉乘的不便，吸引不欲轉車的乘客，現時繁忙時間整體客量仍頗佳，偶有頂閘。
另外，港鐵南港島綫頭班車於六時正才會由海怡半島開出，部分較早上班的乘客亦會於港鐵未有服務的時間乘搭此路線，並在中環（交易廣場）轉乘港鐵。

## 昔日的香港島巴士路線90
第一代90號線（為豪華巴士路線）於1974年10月7日投入服務，收費$4.0，來往中環總站至石澳，因客量不足於1974年10月14日起停止服務。

## 外部連結
- 城巴90線 （页面存档备份，存于）
- 城巴90線路線圖 （页面存档备份，存于）